# John Cordts
John Cordts, kanadski dirkač formule 1, * 23. julij 1935, Hamburg, Nemčija.

## Življenjepis
V svoji karieri je nastopil le na domači dirki za  Veliko nagrado Kanade v sezoni 1969, kjer je z dirkalnikom Brabham BT23B privatnega moštva odstopil v desetem krogu zaradi puščanja olja.

## Popolni rezultati Formule 1
(legenda) (odebeljene dirke pomenijo najboljši štartni položaj, poševne pa najhitrejši krog, †-uvrščen kljub odstopu)
| Leto | Moštvo     | Šasija        | Motor             | 1   | 2   | 3   | 4   | 5   | 6  | 7   | 8   | 9       | 10  | 11  | Prv | Toč |
| ---- | ---------- | ------------- | ----------------- | --- | --- | --- | --- | --- | -- | --- | --- | ------- | --- | --- | --- | --- |
| 1969 | Paul Seitz | Brabham BT23B | Climax Straight-4 | JAR | ŠPA | MON | NIZ | FRA | VB | NEM | ITA | KAN Ret | ZDA | MEH | -   | 0   |